# 北アイスランド東部
北アイスランド東部（アイスランド語:Norðurland eystra）とは、アイスランドにおける伝統的な地方区分の一つで、最も北側に存在する地方である。最大の都市はアークレイリで、人口は17,300人である。